# Pilou
För den danske skådespelaren, se Johan Philip Asbæk
Pilou, provensalska: lo pilo, är ett fjäderbollspel, där spelarna inte får använda händerna, som har sitt ursprung i Nice och dess omgivningar. I dess vanligaste form spelas det mellan två lag med två personer som ska placera bollen i någon av motståndarnas bo för poäng. Fjäderbollen, som också kallas Pilou, tillverkas traditionellt av ett mynt med hål i som tyngd och en papperstuss som fjädrar. Spelplanen kritas direkt på asfalten eller ristas i dammet.

## Etymologi
Pilou är ett ord för ett mynts frånsida ungefär som svenskans klave och spelet har antagligen fått namn från mynten som använts för att tillverka bollen.

## Historik
Enligt en lokal tradition kom spelet via Marco Polo med venetianska sjömän till Nice från Kina, där spelet ti jian zi spelats sedan 1000-talet f. Kr.. Även i Sydamerika spelades ett fjäderbollspel som skulle kommit till Nice via conquistadoren Cortés.
Mynt med hål i användes i Frankrike mellan 1914 och 1942. De infördes för att tydligt skilja de från äldre mynt, som innehöll silver, och därför hade högre värde än vad de var märkta för. Spelet blev populärt på 1940-talet då det spelades på gatorna i Nice, även om det inte fanns mynt med hål i cirkulation användes gamla mynt. I Alfred Hitchcocks film Ta fast tjuven från 1955 ses två poliser spela Pilou under en spaning vilket gav det viss spridning. I slutet av 1960-talet hade spelandet i stort sett upphört men det fick en återkomst i slutet av 1980-talet. Det förknippades då även med byn Coaraze som sedan dess stått värd för världsmästerskapet i Pilou i början av juli.
På strandpromenaden i Nice, Promenade des Anglais, finns planer permanent inritade som är avsedda att spela Pilou på:43°41′35.03″N 7°15′13.93″Ö / 43.6930639°N 7.2538694°Ö.

## Spelet

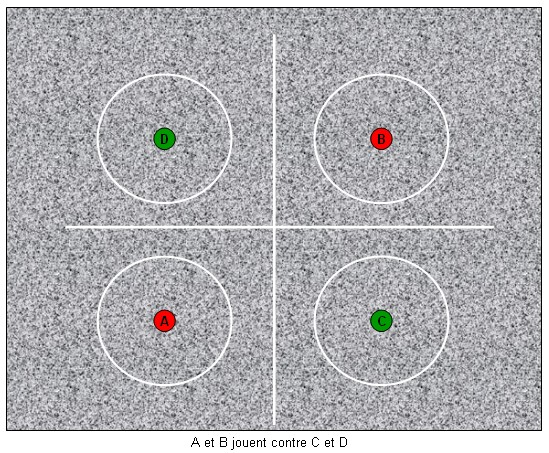
Spelplanen.

Det finns många varianter av Pilou och en person kan jonglera med bollen. Alternativt så spelas den mot varandra, individuellt eller i lag med regler som kan variera mellan olika kvarter
Den vanligaste formen spelas i tvåmannalag på en plan uppbyggd av ett kors som bildar fyra kvadranter. I varje kvadrant görs en ring som är respektive spelares bo. En spelare får inte lämna sin kvadrant utan att ha kontroll över bollen. Medspelare står diagonalt i kvadranten. Det gäller för en spelare att placera bollen i en av motspelarnas bo. Den som har bollen får förflytta sig in i en motståndares kvadrant så länge spelaren har bollen i luften utan att använda händerna. Spelaren kan passa en medspelare och måste då förflytta sig tillbaka. Försvararen försöker få över bollen i den anfallande spelarens kvadrant för att vinna den till sig.